# Ramir Ortega Garriga
Ramir Ortega Garriga (Sort, 1899 - Mèxic, 1972) fou un polític català, nascut a Sort però que va desenvolupar gran part de la seva vida política a Reus.
Funcionari de Correus, va ser destinat ben jove a Reus. Membre del Partit Socialista, va fer diverses conferències el 1932. El 1933 estava integrat al Comitè Antifeixista creat per la Unió d'Esquerres. Es va oposar a la fusió entre la Federació Catalana del PSOE (organització on militava) i la Unió Socialista de Catalunya, però quan finalment es va produir va propugnar sempre tornar a separar-se i unir-se al PSOE de Largo Caballero i com que no ho va aconseguir va crear l'Agrupació Socialista Obrera de Reus de la que en va ser president. Detingut pels fets d'octubre del 1934, va ser empresonat a un vaixell a Tarragona. El 1936, ja alliberat, el seu partit es va integrar al PSUC, i en va ser secretari polític. El 1937 va ser elegit alcalde de Reus amb un govern republicà de coalició. A mitjans de juliol de 1938, davant de l'estat crític en què vivia la ciutat, ja que les tropes franquistes havien entrat a Catalunya i els bombardejos a la comarca eren freqüents, Ramir Ortega va constituir un govern municipal d'emergència amb gairebé totes les organitzacions antifeixistes per fer pinya davant de l'esforç bèl·lic i mirar d'evitar l'esfondrament de la població civil. Va restar al càrrec fins a la caiguda de la ciutat en mans feixistes el gener de 1939. Llavors es va exiliar a França i després a Mèxic on el 1940 col·laborà en la fundació del Moviment Social d'Emancipació Catalana i el Partit Socialista Català. Va morir el 1972.
La ciutat de Reus li ha dedicat una glorieta al Barri Fortuny